# Perisphincter toxeres
Perisphincter toxeres är en stekelart som beskrevs av Ian D. Gauld 1978. Perisphincter toxeres ingår i släktet Perisphincter och familjen brokparasitsteklar. Inga underarter finns listade i Catalogue of Life.